# Alfredo Maria Cavagna
Alfredo Maria Cavagna (Venezia, 5 dicembre 1879 – Roma, 30 aprile 1970) è stato un vescovo cattolico italiano.

## Biografia
Nacque a Venezia, città capoluogo di provincia e sede patriarcale, il 5 dicembre 1879. Dopo la nascita, la sua famiglia si trasferì a Genova e, in seguito, a Milano.

### Formazione e ministero sacerdotale
Compì l'iter formativo in preparazione al sacerdozio nel seminario di Monza, fondato dal padre barnabita Luigi Maria Villoresi.
L'8 giugno 1902 fu ordinato presbitero, a Milano, dal cardinale Andrea Carlo Ferrari, arcivescovo metropolita di Milano.
Dopo l'ordinazione divenne coadiutore a Pogliano Milanese. Nel 1906 fu scelto come segretario particolare dall'arcivescovo di Ravenna Pasquale Morganti; al contempo ricoprì anche l'incarico di assistente diocesano della Gioventù femminile di Azione Cattolica. Nel 1921, alla morte di mons. Morganti, fece ritorno nell'arcidiocesi ambrosiana, dove fu collaboratore nella segreteria del cardinale Eugenio Tosi.
Nel 1922, dopo esplicita richiesta di Armida Barelli al pontefice, fu nominato assistente centrale della Gioventù femminile di Azione Cattolica. Durante il suo mandato, concluso nel 1959, scrisse molti volumi di formazione per le giovani aderenti all'Azione Cattolica e collaborò attivamente alla stampa dell'associazione.
Il 10 aprile 1932 ricevette il titolo onorifico di prelato domestico di Sua Santità da papa Pio XI e il 20 novembre 1947 quello di protonotario apostolico ad instar participantium da papa Pio XII.
Nel 1958 il neoeletto papa Giovanni XXIII lo nominò suo confessore e consigliere personale per la preparazione e i lavori del Concilio Vaticano II; mantenne quest'ultimo incarico anche con il successore papa Paolo VI.

### Ministero episcopale
Il 31 agosto 1962 papa Giovanni XXIII lo nominò vescovo titolare di Tio. Il 23 settembre successivo ricevette l'ordinazione episcopale, nella basilica di San Pietro in Vaticano, dal cardinale segretario di Stato Amleto Giovanni Cicognani, co-consacranti l'arcivescovo Angelo Dell'Acqua, sostituto della segreteria di Stato, e il vescovo di Mantova Antonio Poma.
Partecipò come padre conciliare a tutte le 4 sessioni del Concilio Vaticano II.
Morì a Roma il 30 aprile 1970, all'età di 90 anni.

## Genealogia episcopale
La genealogia episcopale è:
- Cardinale Scipione Rebiba
- Cardinale Giulio Antonio Santori
- Cardinale Girolamo Bernerio, O.P.
- Arcivescovo Galeazzo Sanvitale
- Cardinale Ludovico Ludovisi
- Cardinale Luigi Caetani
- Cardinale Ulderico Carpegna
- Cardinale Paluzzo Paluzzi Altieri degli Albertoni
- Papa Benedetto XIII
- Papa Benedetto XIV
- Papa Clemente XIII
- Cardinale Marcantonio Colonna
- Cardinale Giacinto Sigismondo Gerdil, B.
- Cardinale Giulio Maria della Somaglia
- Cardinale Carlo Odescalchi, S.I.
- Cardinale Costantino Patrizi Naro
- Cardinale Lucido Maria Parocchi
- Papa Pio X
- Cardinale Gaetano De Lai
- Cardinale Raffaele Carlo Rossi, O.C.D.
- Cardinale Amleto Giovanni Cicognani
- Vescovo Alfredo Maria Cavagna